# Valera Fratta
Valera Fratta là một đô thị ở tỉnh Lodi trong vùng Lombardia của Italia, cách khoảng 25 km về phía đông nam của Milano và khoảng 15 km west of Lodi. Tại thời điểm 31 tháng 12 năm 2004, đô thị này có dân số 1.374 người và diện tích là 8,2 km².
Valera Fratta giáp các đô thị: Bascapè, Torrevecchia Pia, Caselle Lurani, Marzano, Marudo, Villanterio, Torre d'Arese.